# Bécsi Filharmonikusok (érme)

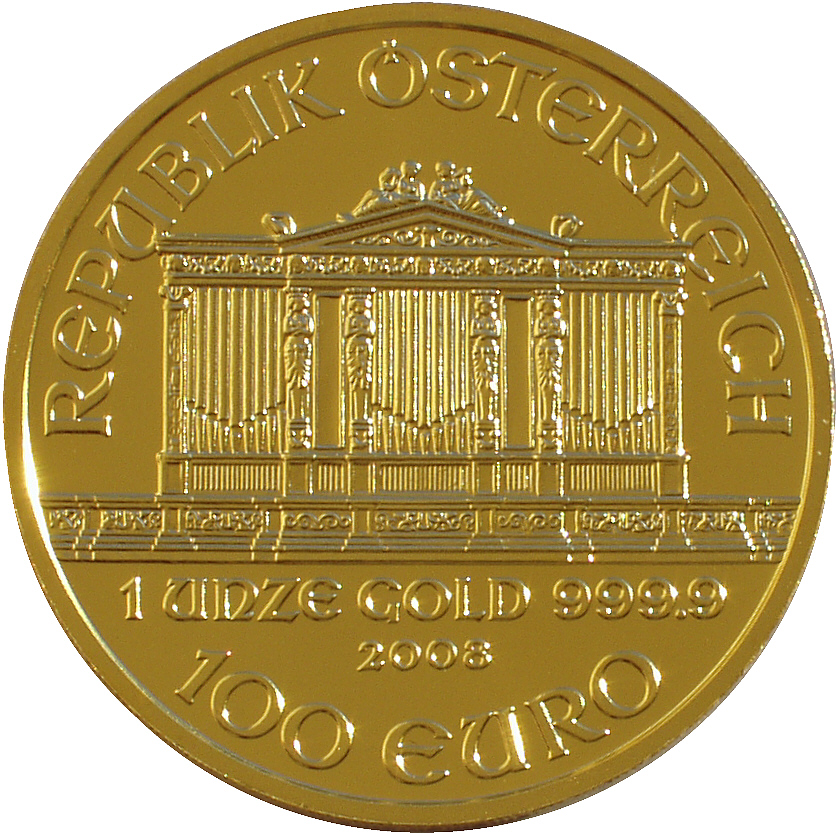
A Bécsi Filharmonikusok érme előlapja.

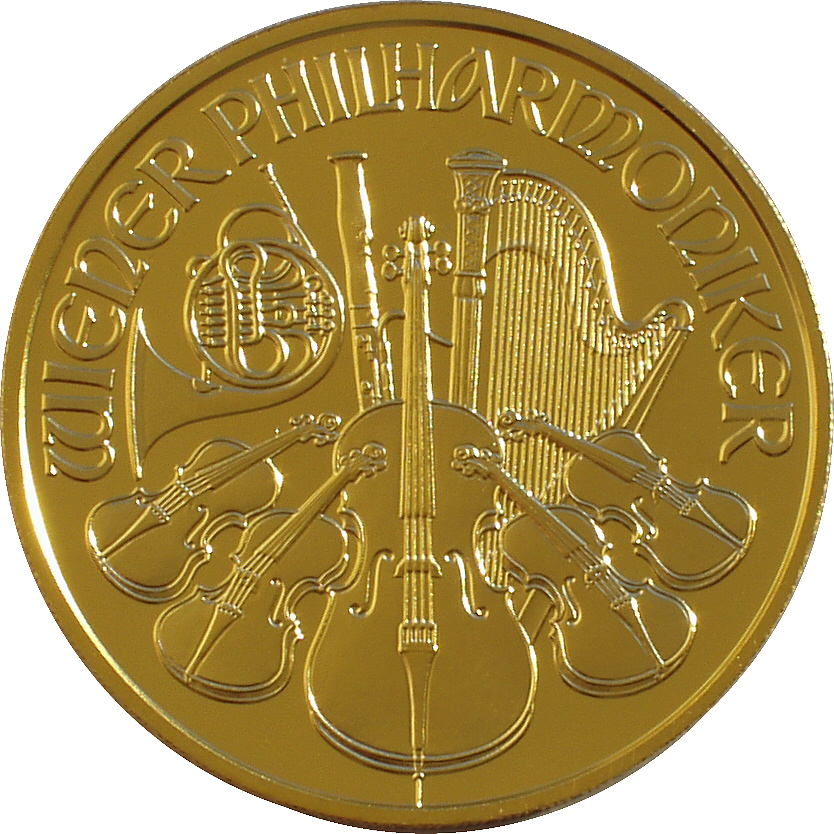
A Bécsi Filharmonikusok érme hátlapja.

A Bécsi Filharmonikusok egy osztrák befektetési aranyérme. 2008 óta ezüstből is gyártják.

## Leírása
Az érme motívuma minden évben azonos, mindössze a verési évszám változik. Az érme egyik oldalán a kezdetektől fogva annak a híres zenekarnak a hangszerei jelennek meg, amelyről a nevét is kapta. A másik oldalán a Bécsi Zeneegylet Aranytermének az újévi koncertekből is ismert orgonája látható. A Bécsi Filharmonikusok érme az Osztrák Pénzverde vezető vésnökének, Thomas Pesendorfernek a munkája. A 2002. januári euró-bevezetéssel az érme névértéke schillingről euróra változott.
A Bécsi Filharmonikusok érme hivatalos fizetőeszköznek számít. Mivel befektetési aranyról van szó, így az értéke a napi aranyárfolyamtól függ.
Az érmét 1989. október 10-én adták ki először. Kezdetben két méret létezett, az 1 unciás (31,1 g) és a negyedunciás (7,8 g). Időközben ez bővült a félunciás (15,6g) és a tizedunciás (3,1 g) mérettel. Az 1989-es kezdetektől 2004-ig több mint 8,2 millió darab kelt el az érméből. Ez a mennyiség összesen 5,6 millió unciának felel meg, vagyis nagyjából 174 tonna aranynak.
2004-ben az érme kibocsátásának 15. évfordulóján 1000 unciás verziót adtak ki 100000 euró névértéken. A „Big Phil” 31,103 kg tiszta aranyat tartalmaz, 37 cm átmérőjű és 2 cm vastag. Mindössze 15 darab készült belőle.
2009 őszén az érme kibocsátásának 20 éves évfordulóján 20 unciás (622 g) emlékérmével jelent meg a piacon az Osztrák Pénzverde. Az Egyesült Államokban, Japánban és Európában összesen 6027 (3*2009) egyedileg sorszámozott példányt dobtak piacra. Az érme árfolyama a korlátozott darabszám miatt fajlagosan drágább a standardnak számító egy unciás érméhez képest.
2008. február 1-je óta ezüstből is megjelenik ez az érme. Az egy uncia tömegű ezüst érme névértéke 1,50 euró.
Az alábbi érmetípusok léteznek:
Bécsi Filharmonikusok aranyból:
| Méret      | Átmérő  | Vastagság | Tömeg    | Névérték | Névérték       | Évjárat  |
| ---------- | ------- | --------- | -------- | -------- | -------------- | -------- |
| 1/10 uncia | 16,0 mm | 1,2 mm    | 3,121 g  | 10 €     | 200 schilling  | 1991 óta |
| 1/4 uncia  | 22,0 mm | 1,2 mm    | 7,776 g  | 25 €     | 500 schilling  | 1989 óta |
| 1/2 uncia  | 28,0 mm | 1,6 mm    | 15,552 g | 50 €     | 1000 schilling | 1994 óta |
| 1 uncia    | 37,0 mm | 2,0 mm    | 31,103 g | 100 €    | 2000 schilling | 1989 óta |
| 20 uncia   | 74,0 mm | 8,3 mm    | 622,06 g | 2000 €   | nincs          | 2009 óta |

Bécsi Filharmonikusok ezüstből:
| Méret   | Átmérő  | Vastagság | Tömeg    | Névérték | Évjárat  |
| ------- | ------- | --------- | -------- | -------- | -------- |
| 1 uncia | 37,0 mm | 3,2 mm    | 31,103 g | 1,50 €   | 2008 óta |